# Nattanid Leewattanavaragul
Nattanid Leewattanavaragul (Bangkok, 16 mei 1993) is een Thais autocoureur.

## Carrière
Leewattanavaragul begon haar autosportcarrière in 2013 in de Thaise Toyota Motorsport Trophy, waarin ze vierde werd in het kampioenschap. In 2014 bleef ze actief in dit kampioenschap, waarbij ze de Ladies Cup-klasse won. In 2015 maakte ze de overstap naar de Thailand Super Series, waarin ze de Super Production C-klasse winnend af wist te sluiten. In 2016 bleef ze actief in het kampioenschap, maar stapte over naar de Super Production D-klasse, waarin ze zesde werd in de eindstand.
In 2017 stapte Leewattanavaragul over naar de Am-klasse van het TCR Thailand Touring Car Championship, waarin ze in een Seat León TCR reed voor haar eigen Morin Racing Team. Op het Bangsaen Street Circuit wist ze beide races te winnen en later in het seizoen voegde ze hier een derde overwinning op het Chang International Circuit aan toe. Tevens maakte ze dat jaar haar debuut in de TCR International Series tijdens haar thuisrace op Chang voor haar eigen Morin Racing Team in een Seat León TCR. Zij eindigde hier de races op een zestiende en een zeventiende positie.